# Siegbert Horn
Siegbert Horn (ur. 11 maja 1950 w Hartmannsdorf, zm. 9 sierpnia 2016 w Elsterwerda) – niemiecki kajakarz górski. Złoty medalista olimpijski z Monachium.
Reprezentował Niemiecką Republiką Demokratyczną. Zawody w 1972 były jego jedynymi igrzyskami olimpijskimi (dyscyplina w  tym roku debiutowała w programie igrzysk i ponownie pojawiła się dopiero 20 lat później). Medal zdobył w kajakowej jedynce. Na mistrzostwach świata zdobył trzy złote medale, zwyciężając indywidualnie w 1971 i 1975 i w drużynie w 1973, srebro w drużynie w 1971 i indywidualnie w 1973 oraz brąz w drużynie w 1975.